# Hrušovje
Hrušovje je naselje v Občini Šentjur.